# Saltator grands-bois
Saltator maximus · Saltator des grands-bois
Espèce
Statut de conservation UICN

 LC  : Préoccupation mineure
Le Saltator grands-bois ou Saltator des grands-bois (Saltator maximus) est une espèce d'oiseaux de la famille des Thraupidae.

## Description
Cet oiseau mesure environ 20 cm de longueur pour une masse de 48 g. Le dos, les ailes et la queue sont vert olive. Le ventre est gris. La tête est de même couleur avec les sourcils blancs et la gorge chamois largement bordée de noir. Le bec et les pattes sont gris sombre.

## Répartition
Ce oiseau vit en Amérique centrale et dans le Nord de l'Amérique du Sud : Mexique, Guatemala, Belize, Honduras, Salvador, Nicaragua, Costa Rica, Panama, Vénézuela, Guyana, Guyane, Suriname, Colombie, Equateur, Pérou, Bolivie, Brésil et Paraguay.

## Habitat
Cette espèce peuple les plantations, les lisières forestières, les zones péri-urbaines et les prés humides jusqu'à 1 500 m d'altitude.

## Alimentation
Cet oiseau consomme des invertébrés, des fruits et du nectar.

## Liste des sous-espèces
Selon la classification de référence du Congrès ornithologique international (version 10.2, 2020) :
- sous-espèce Saltator maximus gigantodes Cabanis, 1851
- sous-espèce Saltator maximus intermedius Lawrence, 1864
- sous-espèce Saltator maximus iungens Griscom, 1929
- sous-espèce Saltator maximus magnoides Lafresnaye, 1844
- sous-espèce Saltator maximus maximus (Müller, 1776)